# Teatre Serra
El teatre Serra, és un edifici al carrer Trinitat número 16 d'Almassora, en la Plana Alta, considerat com a Monument d'interès local i catalogat com Bé de rellevància local, segons l'informe del Catàleg de Béns i Espais Protegits (2006).

## Història
El teatre es va acabar d'edificar el 1895 per iniciativa d'un acabalat matrimoni d'Almassora, format per en Vicent Serra Canós i n'Antonia Arenós. Aquesta construcció quedava documentada per un article que apareixia en el Diari de Castellóel 27 d'octubre de 1894, en el qual s'indicava, entre altres coses, que el pressupost per a l'obra ascendia a 100.000 pessetes.
El teatre es va inaugurar el 24 de febrer de 1895, durant la celebració de les festes de carnestoltes, oferint com a cartellera tres dies continuats d'espectacles de sarsuela, amb la presència dels artistes més destacats en aquest moment, i entre les obres que es van representar cal fer esment de La Tempestat de Ruperto Chapí.
Després de la mort dels propietaris, i segons constava en les clàusules testamentarias, l'edifici del teatre era deixat en comissió de venda, a tres marmessors, l'arxipreste en Joaquín Balaguer Martinavarro, el metge en Antonio Ballester Borillo i l'encarregat de les finques rurals del matrimoni,  Vicent Forcada Morales. En el testament s'establia que una determinada part de l'import que obtingués de la venda havia de destinar-se a tres donacions: una per la concatedral de Santa María, una altra per a dos convents, el convent local de les monges clarisses i el convent de les monges dominicas de Borriana, i una tercera part havia de donar-se per a la reconstrucció de l'església del Calvari.
Respectar aquestes clàusules testamentarias era un assumpte de certa dificultat que va requerir l'habilitat interpretativa i negociadora de diverses persones, ja que entre altres coses les monges clarisses ja havien iniciat la construcció d'una nova església, abans de l'inici de la guerra civil, i en 1961 el bisbe Puente i Gol, va posar la primera (i última) pedra de la futura església del Calvari. La qual cosa suposava que anaven a construir-se dues esglésies a menys de 100 metres aproximadament. Malgrat tot, en 1962, després de la mort de la vídua de Serra, els marmessors, posen el teatre en venda, als efectes estipulats, però no es troba comprador. Llavors es va trobar una possible solució que consistia en lloc de vendre l'immoble al millor postor, en tant que no hi havia cap, valorar-ho (arribant a sobrepassar el milió de pessetes) i que ho comprés la Parròquia de la Nativitat, que va comprar també l'edifici annex. Convertint-se en un Centre Parroquial
El teatre va ser reconvertit en sala de projeccions cinematogràfiques i va sofrir un gran incendi el 27 de gener de 1931, del que no va haver-hi víctimes mortals.
L'explotació com a sala d'espectacles va continuar fins a 1963, moment en el qual va cessar l'activitat comercial i va quedar abandonat, i malgrat que es va restaurar el 1997, l'any 2006 es va tornar a reclamar una rehabilitació total de l'edifici en l'acte de celebració del 111 aniversari de la construcció.

## Descripció
L'edifici conserva l'estructura original tant en el primer com en el segon pis, on es pot observar unes marquesines i fusteria de final del segle xix.
En la façana destaquen unes figures alegòriques que serveixen de rebossat. A l'interior es va tractar de realitzar una reproducció, a escala, d'un teatre d'òpera, per la qual cosa la planta és rectangular i té dues altures en forma de ferradura. L'interior presenta unes condicions acústiques extraordinàries i una decoració barroca, amb pintures de Castell. De totes maneres les dimensions interiors són molt modestes i l'aforament estava limitat a uns 500 espectadors.